# Bad Münder
Bad Münder (also: Bad Münder am Deister) là một thị xã ở huyện Hamelin-Pyrmont, trong bang Niedersachsen, Đức. Đô thị này có diện tích 107,69 km². Đô thị này nằm ở phía nam đồi Deister, cự ly khoảng 15 km về phía đông bắc của Hamelin.